# Santa Elena (El Cerrito)
Santa Elena es un centro poblado colombiano que pertenece al municipio de El Cerrito, en el departamento del Valle del Cauca. Se caracteriza por su vocación turística y valor paisajístico, y por estar situados en este centro poblado inmuebles con valor patrimonial, como son la Hacienda El Paraíso y la Hacienda Pie de Chinche.

## Geografía
Santa Elena limita con el municipio de Ginebra al norte, al sur con el centro poblado El Placer, al oriente con los centrso poblados El Pomo y El Castillo, y finalmente al occidente con la cabecera municipal de El Cerrito.
El territorio de Santa Elena se encuentra sobre la margen derecha del río Cauca, siendo plano en su zona cercana al valle del río y montañoso en la región oriental; se encuentra comprendido entre los ríos Amaime y Zabaletas, tiene una altitud de 1100 m s. n. m. en promedio, una temperatura media de 22 °C y una extensión de 24 km² aproximadamente.
Santa Elena se localiza a una distancia aproximada de 37 km de la ciudad de Cali, 13 de Palmira, 30 de Buga, 30 de Guacarí, 15 de Ginebra, 157 de Roldanillo, 107 de La Unión, 126 de Popayán, 156 de Pereira, 152 de Armenia, y de su municipio El Cerrito a 7 km.

### Clima
La altitud en los 24 km² que le corresponden, varía entre 987 y 4000 m s. n. m., lo que origina una gran variedad de climas en todo el territorio, y que se pueda sembrar una gran variedad de cultivos.
El régimen de lluvias ha sido calculado entre 1000 y 2000 mm de precipitación media anual. Los vientos que provienen del Océano Pacífico absorben humedad a su paso hasta concentrarse en el flanco izquierdo de la Cordillera, formando nubes que originan altas precipitaciones entre marzo y mayo, septiembre y noviembre, las cuales tienden a disminuir en otros dos periodos que se intercalan, el primero entre junio y agosto, y el segundo más seco entre diciembre y enero.
Debido al clima que se presenta en este centro poblado se puede observar una vegetación exuberante, donde hay gran diversidad de plantas ornamentales, y una gran variedad de animales.

## Historia
Santa Elena fue fundada el 4 de marzo de 1906, cuando se celebró la primera misa en una ramada pajiza en el lugar donde hoy existe el templo parroquial. La misa la ofició el primer párroco que vino a la región, Francisco Antonio Campo.
El territorio que ocupa Santa Elena estuvo primeramente incorporado a la jurisdicción de Llano Grande, cuando esta formaba parte integrante del distrito de Buga en la provincia de Popayán. El señor Andrés Rodríguez cedió el territorio donde se formó el primer caserío llamado San Pedro; la primera casa la construyó el señor Luis Reyes Quesada y la segunda el señor Ignacio Franco, luego el señor Martín López hizo una casa con techo de guadua y lo siguieron Felipe Osorio, Pedro Reyes, Marta García, Magdalena Gil, José María Bernal y Juanito Villegas, entre otros.
En el año 1908, don Vicente Vargas, con ayuda de la familia Reyes Ortega y otras, gestiona ante la Gobernación del Valle del Cauca la creación del centro poblado que llevaría por nombre Santa Elena.

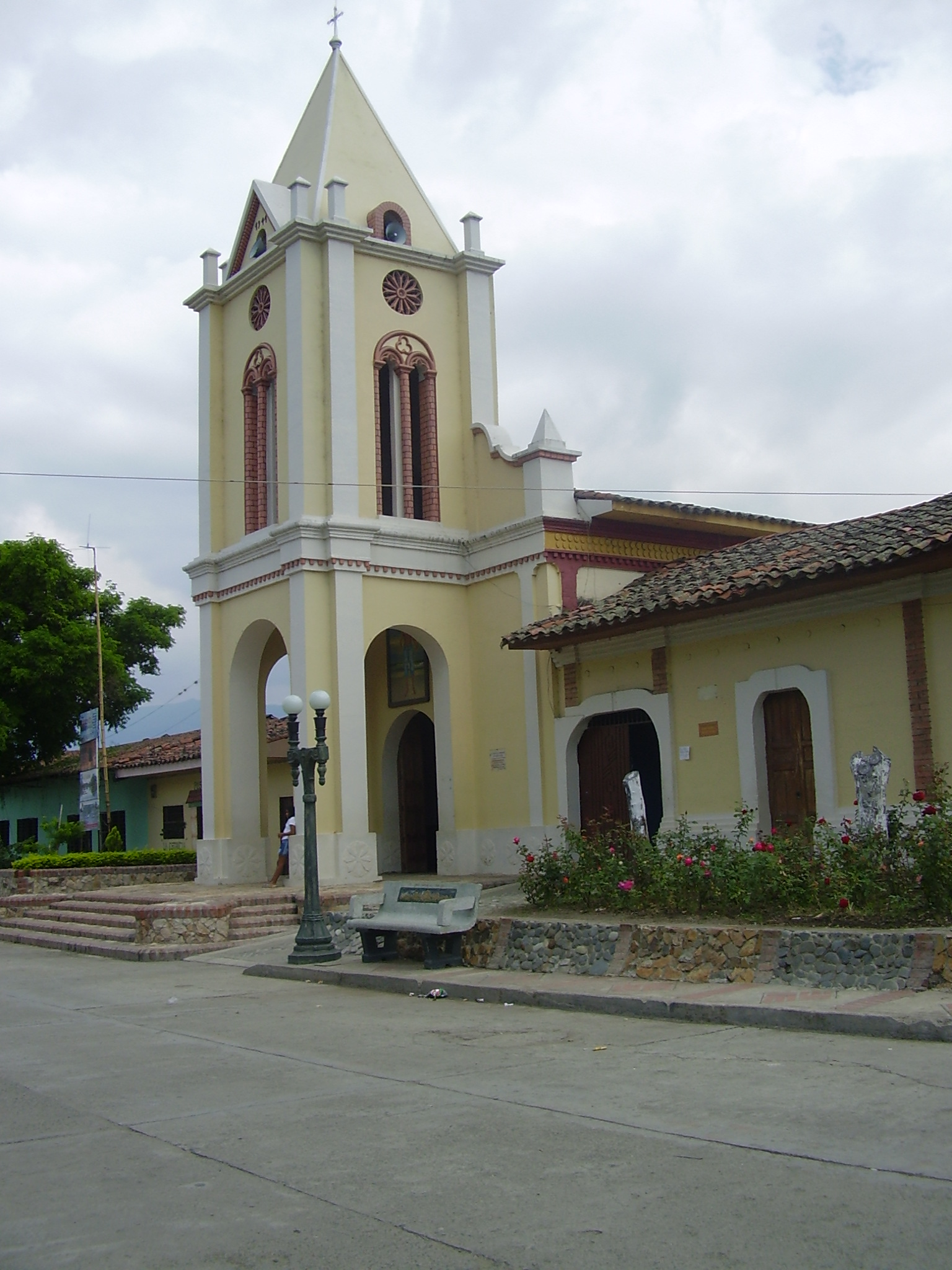
Iglesia de Santa Elena.

Los señores Alfonso Morales Barrios, Marcos Potes, Alejandro Arce F., y Paulo Gil organizaron el primer reinado de la “Uva Isabella” en el año 1956, con el fin de atraer visitantes y recolectar fondos para realizar obras en la comunidad. Desde entonces esta fiesta se celebra año tras año, en el mes de agosto; en 1990 se entregó a varios municipios del Valle del Cauca con el fin de darle carácter Departamental al Reinado de la Uva.

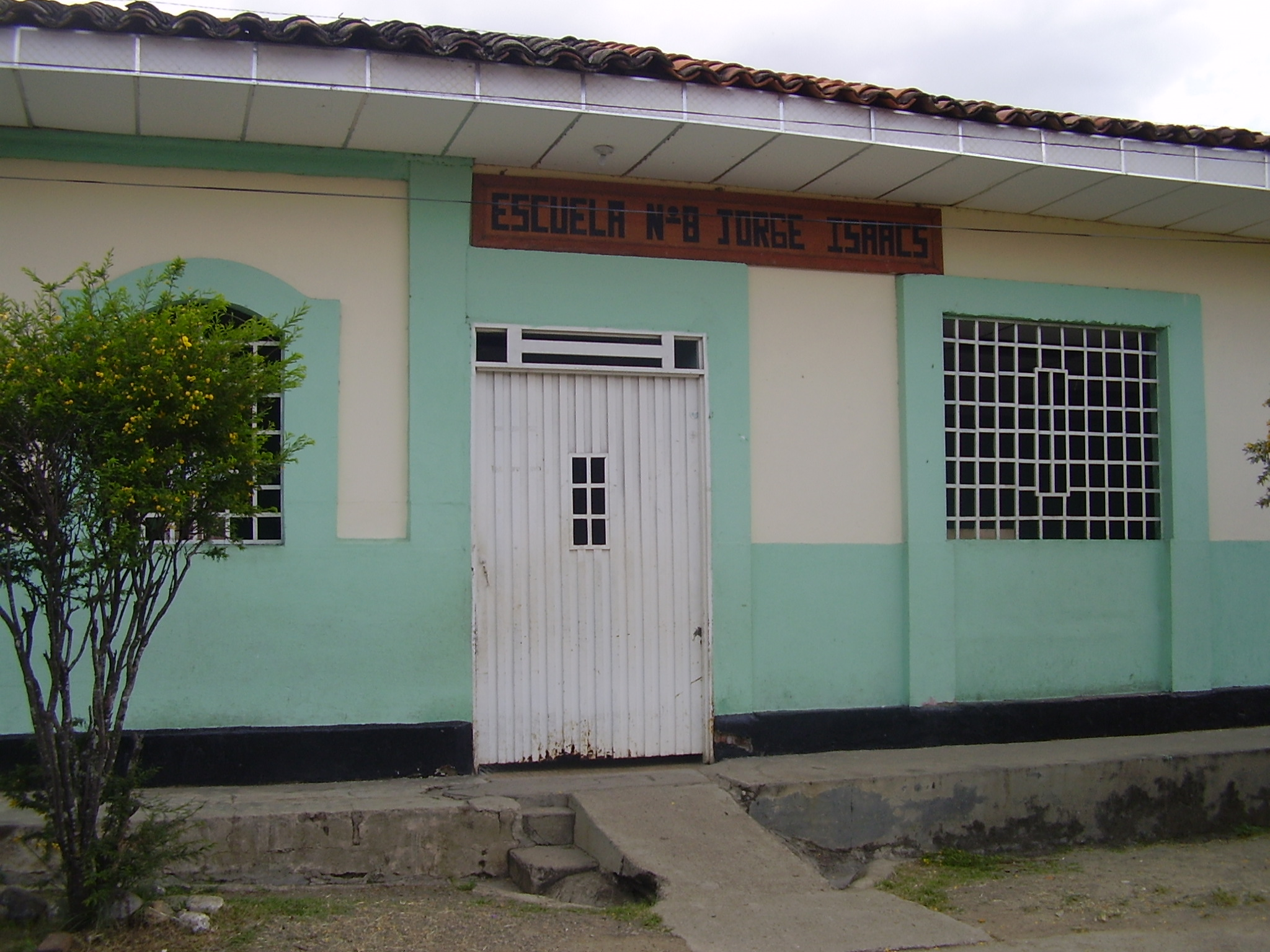
Institución Educativa Jorge Isaacs.

Su templo parroquial fue construido en 1941 y constituido en la Parroquia "San Pedro Apóstol" el 9 de julio de 1962. El párroco Mauro Ramírez Posada, gestionó en forma persistente y efectiva la creación del primer Colegio de Bachillerato; para ello facilitó el amplio corredor de la casa cural para que los primeros 72 estudiantes, pudieran iniciar sus clases; luego facilitó el salón parroquial contiguo al templo y a la escuela de niños, Gregoria Benavides, como aula de clases, inicialmente llamado Paulo VI, más tarde el Colegio fue aprobado Y declarado satélite del Colegio Central Jorge Isaacs del Cerrito (Valle). Santa Elena cuenta con otros Centros Educativos como El Centro Docente Gregoria Benavides y Jorge Isaacs de carácter oficial con grados 0 a 5 (hoy "Institución Educativa Santa Elena"), educación Básica Primaria y Colegios Privados con todos sus niveles como "El Niño Jesús de Praga". (Este cerró en el año 2010)
Se presta hoy un gran desarrollo urbanístico con sus calles pavimentadas, predios con la correspondiente nomenclatura, Hospital, C.B.V., Casa de la Cultura, Servicios Públicos (agua, energía, teléfono, parabólica), cuartel de Policía, Parque Principal, Galería, matadero, Iglesia Católica, Cementerio Católico, Iglesias Evangélicas, Cementerio Evangélico; sin embargo, no cuenta con la presencia de fuentes de empleo, como fábricas manufactureras, microempresas, que motivadas por la exoneración del pago de impuestos por determinados años se establezcan en esta región.
En el desarrollo de este centro poblado se destacó como hombre comunitario el señor Alfonso Morales Barrios, nacido el 9 de julio de 1924 en una finca cercana, entre la vereda La Honda y la Hacienda El Paraíso. Cursó sus primeros estudios en este centro poblado y luego pasó a estudiar a la ciudad de Palmira (Valle del Cauca), con los Hermanos Maristas; becado hizo la Normal en San Juan de Pasto (Nariño). Como maestro se inició en el centro poblado de Tenerife, luego en El Carmelo donde conoció a la señora Isabel Viera, con quién se casó y tuvieron cuatro hijos. Posteriormente fue trasladado a Santa Elena donde se desempeñó como Inspector Escolar, también laboró en Sevilla, El Dovio, Ginebra, El Cerrito, donde se jubiló después de trabajar 42 años al servicio de la Educación pública.
Fue un maestro ejemplar con espíritu de servicio a la comunidad, entregó todo descanso al progreso del centro poblado de Santa Elena, pues siempre protagonizó cualquier actividad en pro de una buena obra que tuviera que ver con su tierra natal; fue compositor del Himno y Porro a Santa Elena, por su iniciativa orientó el programa “Gracias a la Vida” como símbolo al evento, que marcó el fin del milenio. Durante la celebración de este acontecimiento se diseñó una imagen simbólica del escritor Jorge Isaacs, nominándolo como personaje del milenio, y al educador Alfonso Morales Barrios, como personaje del siglo XX de Santa Elena. Al poco tiempo falleció en su tierra natal, el 3 de marzo de 2000.

## Turismo

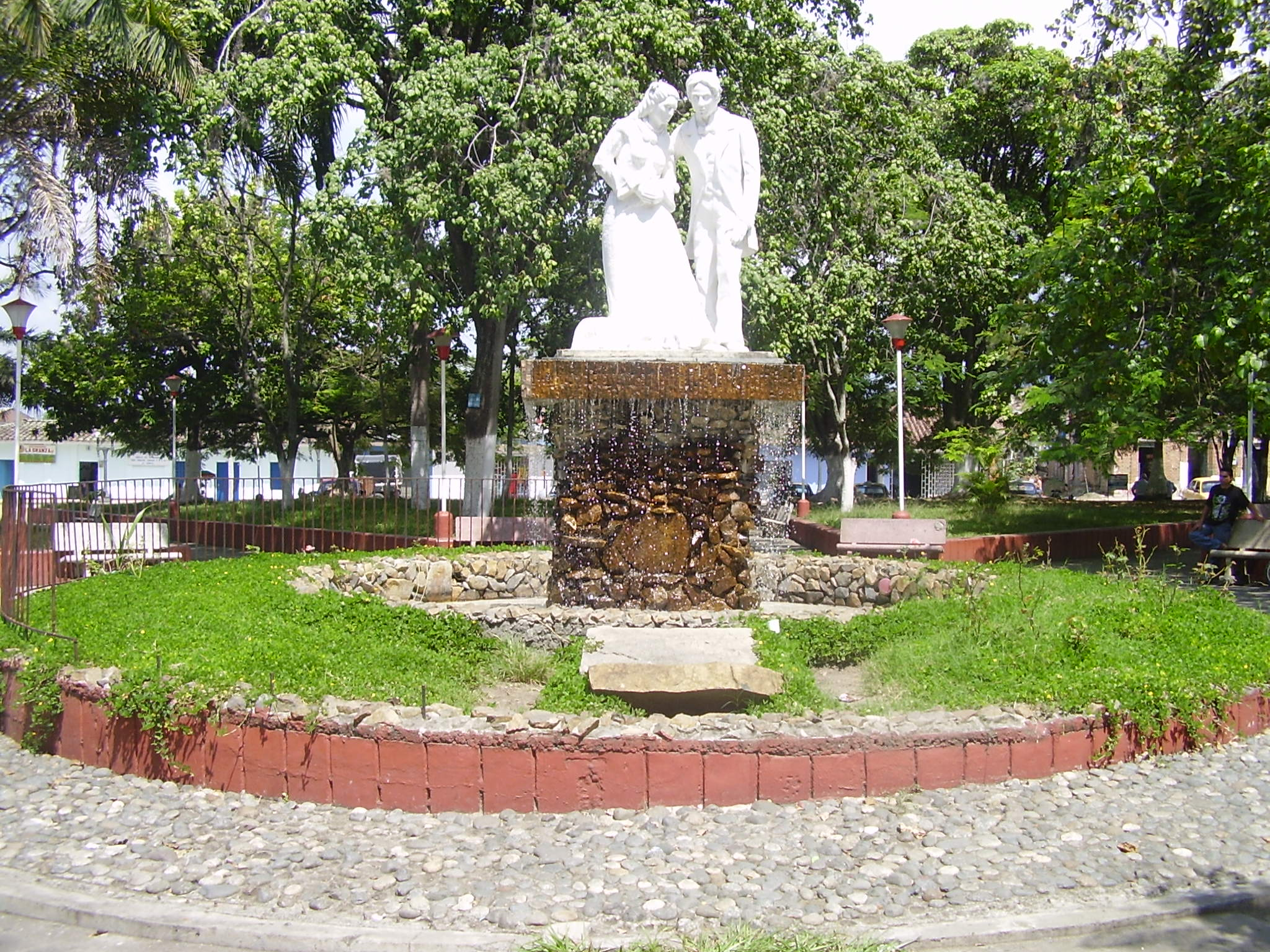
Parque principal de Santa Elena, con el Monumento a María de Jorge Isaacs.

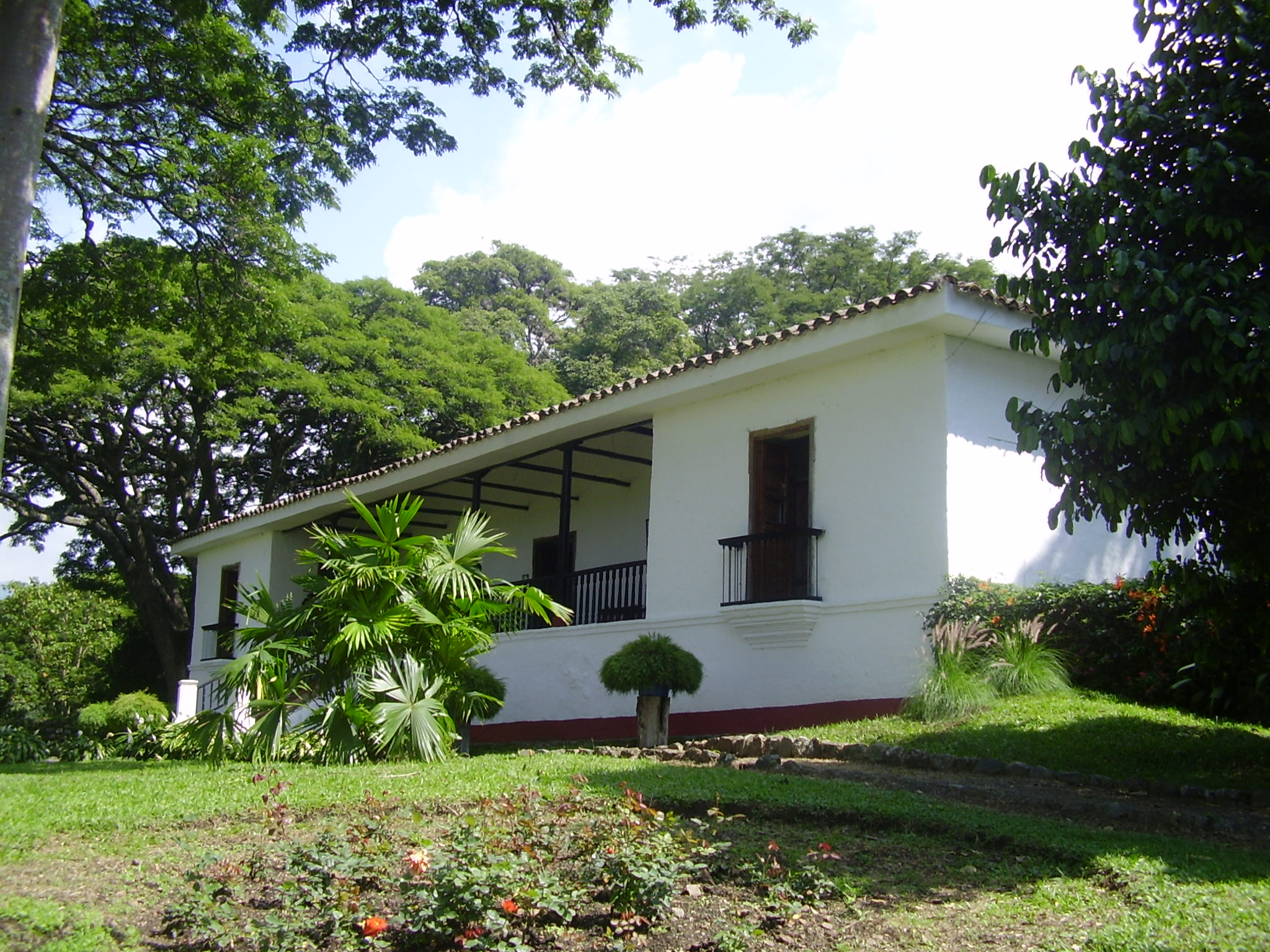
Casa Museo Hacienda El Paraíso.

Santa Elena es reconocido a nivel departamental y nacional por albergar la hacienda "El Paraíso", donde Jorge Isaacs escribió su novela romántica María y que fue el lugar donde el mismo autor vivió.
La Hacienda "Pie de Chinche" en tanto es famosa por ser el lugar donde se encuentran algunos de los más antiguos trapiches de elaboración y extracción de miel de la caña de azúcar.
En el Cementerio Central Católico se encuentra la "Tumba de María", que recuerda la obra que hizo famoso al poblado. 
Está además la casa museo "Choza de Chuchú", un lugar que se puede remontar aproximadamente al año 1910 gracias a Walter Belalcázar, quien ha conseguido recrear en su hogar lugares representativos del pueblo, como la primera barbería, la primera tienda, el bar, y la sala de cine, de manera que en cada espacio se logra transmitir la esencia de la época gracias a sus artículos antiguos.
La región comprendida entre los ríos Zabaletas y Amaime también ofrece un gran potencial turístico.

## Economía

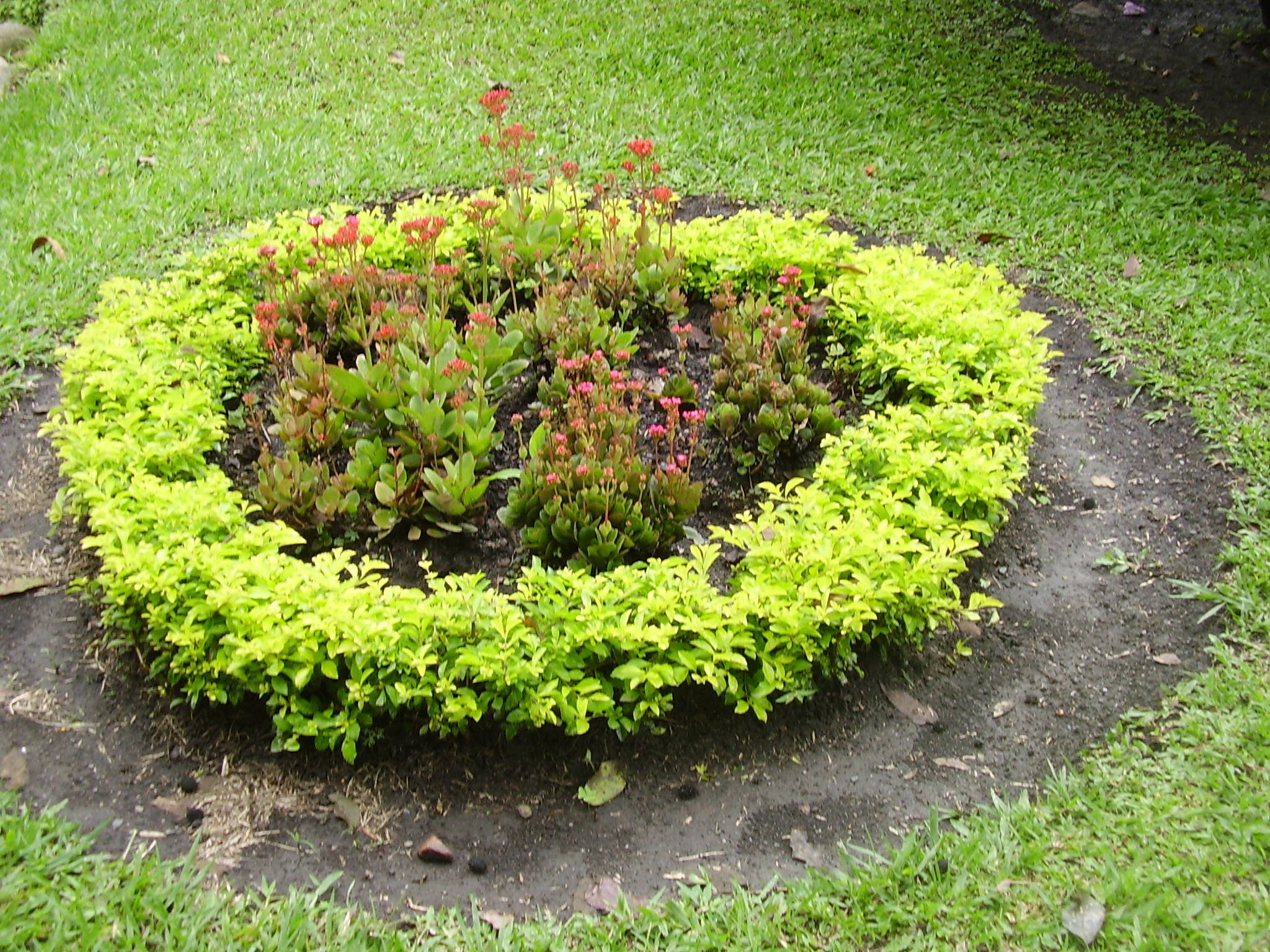
Parque central del Museo de la Caña, en Santa Elena.

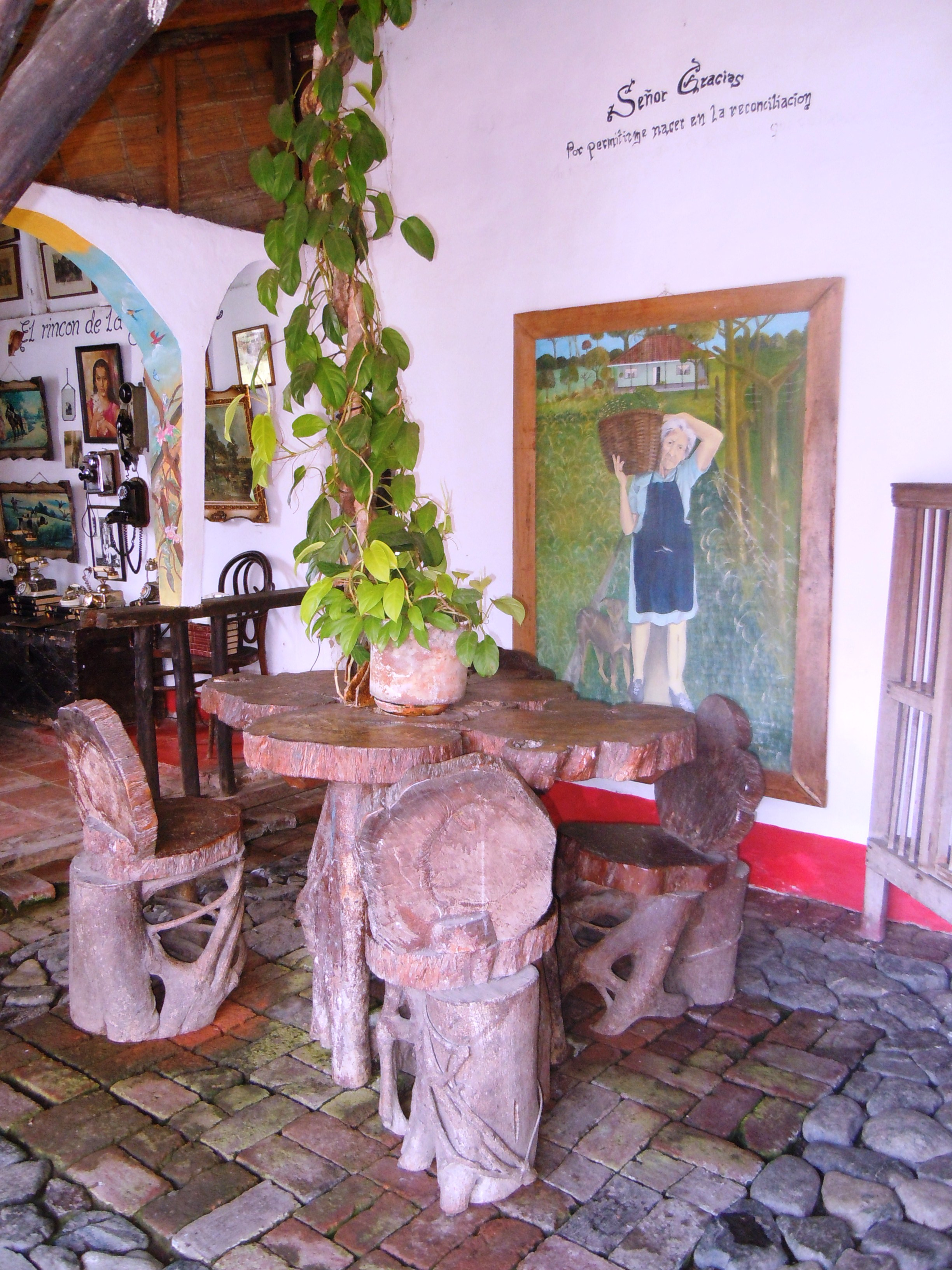
La Choza de Chuchu.

Este centro poblado debido a la riqueza de su suelo, es utilizado para la siembra de frutales, destacándose los viñedos en el primer renglón, pues los propietarios de pequeñas parcelas dedican todo el tiempo a esta tarea que se extiende hasta Amaimito, Campoalegre y Zabaletas, siendo esta actividad agrícola la fuente de su sustento para muchos moradores de la región. 
El centro poblado por encontrarse en medio de las cordilleras Central y Occidental cuenta con valles muy extensos, los cuales se pueden divisar desde la ruta de ingreso al poblado; cuenta también con zonas muy planas, en cuyas tierras ricas en nutrientes se cultivan grandes plantaciones de uva Isabella, pepino, habichuela, tomate, cítricos en general, piña, maracuyá, etc. También se puede observar en la parte urbana el desgaste de muchas hectáreas de tierra debido al exagerado cultivo de la caña de azúcar, ya que solamente se han dedicado al cultivo de ésta; algunos habitantes de la zona rural se han encargado de sembrar árboles ornamentales y frutales para así mantener los nutrientes y calidad de la tierra, también en muchas fincas se encargan de sembrar pasto estrella que sirve para el abastecimiento y vender a los municipios aledaños.

## Servicios públicos
Santa Elena cuenta con los principales servicios públicos. Sin embargo, estos no se prestan en su totalidad a la población.
Acueducto
Dicho servicio lo presta la empresa Acuavalle S.A., la cual es la entidad encargada de la administración y mantenimiento de los sistemas de acueducto y alcantarillado es este centro poblado. La fuente de abastecimiento es el río Zabaletas, siendo el agua captada por una bocatoma de fondo y tratada en una planta de filtración directa dada la calidad físico-química del agua proveniente de la fuente superficial. 
De acuerdo con el "Anuario Estadístico del Valle 1998", el centro poblado cuenta con 829 suscriptores. La planta de tratamiento consta de sedimentación, filtración, cloración, con un caudal promedio de 20 l/seg en jornadas promedio de 17.9 horas/día y dos tanques de almacenamiento con una capacidad total de 592 metros cúbicos.
Alcantarillado
La mayor parte del sistema de alcantarillado del casco urbano, se desarrolla en la zona centro del mismo. Existe una sola entrega en diámetro de 12"; el sistema de alcantarillado tiene 390 usuarios para una cobertura del servicio del 50% y una longitud de redes de 5.2 km.
El drenaje de las aguas residuales del centro poblado de Santa Elena se realiza básicamente desde la zona centro hacia el sector de San Isidro a través del emisor final de 12”; este colector recibe los vertidos líquidos del 50% de las viviendas existentes depositándolos en el Zanjón Mendaña; a la red se le conecta un porcentaje de las áreas de techos y de patios, lo que ocasiona en eventos lluviosos un aporte significativo de aguas pluviales al alcantarillado. El sistema de alcantarillado en algunos sectores es insuficiente o no existe, lo que ocasiona inundaciones y/o problemas de salubridad en la comunidad. A la problemática descrita, se suma el desarrollo vertiginoso de la región dado el atractivo turístico de la misma, lo que conlleva a extender redes de acueducto y alcantarillado lo que incrementa los aportes de aguas residuales a la red existente. 
Energía Eléctrica
El servicio de energía eléctrica se presta a través del Servicio de Interconexión Eléctrica Nacional. En cuanto al alumbrado público, las referencias de parte de la comunidad datan que se presenta con mucha deficiencia.
Aseo Público
El servicio de recolección de basuras es deficiente a nivel rural, lo que genera la proliferación de vertederos a cielo abierto o en los ríos del área. Lo anterior incide en el deterioro de la cuenca de estos ríos y en la contaminación hídrica de los mismos.

## Transporte
Antiguamente el transporte del centro poblado se realizaba a "lomo de mula". La gente salía a mercar a Palmira y lo hacían a caballo; con el pasar del tiempo y el trazado de las primeras carreteras se trae el primer carro, de cuenta del señor Roque López. Dicha máquina trasportaba personas hasta Amaime, donde la gente seguía a caballo o en otro tipo de vehículo. El segundo carro lo tuvo el señor José María Bernal, que se convirtió en el primer vehículo de servicio público del centro poblado; era una camioneta marca Ford modelo T.
La primera calle del pueblo venía desde la quebrada "La Honda" en el lugar que queda hoy el crucero de El Paraíso, conocida también como la Ye de Campoalegre. Pasaba por el frente del cementerio hasta la finca de la familia Saavedra; a esta calle se le denominó "Calle Caliente" porque por ahí se Centralizaban todas las actividades del pueblo. La segunda calle la realizaron los señores Juanito Villegas, Gonzalo Álvarez, y Mauricio Campusano; la trazaron desde la casa de la familia Rodríguez y se llamó "La Calle del 28" ya que se hizo el día de los santos inocentes. 
Después con el trazado del parque se marcaron las calles de alrededor. Ante el desarrollo de la población y las necesidades de sus pobladores se trazaron otras calles, luego se buscó la salida hasta El Cerrito, construyéndose el puente sobre el río que lleva este mismo nombre (Cerrito), en el año 1940. Con el desarrollo de las distintas veredas se trazan callejones para unirlos a las salidas principales, que luego se convierten algunas en carreteras y otras permanecen con estas características.
Actualmente Santa Elena cuenta con dos carreteras, de las cuales una comunica al centro poblado con la ciudad de Palmira; la cual fue reparada hace poco y quedó en perfectas condiciones, y otra que lo comunica con la cabecera municipal de El Cerrito, por las cuales circulan servicios de transporte público como taxis y buses.